# Bärbel Kramer
Bärbel Kramer, geborene Krebber (* 26. März 1948 in Mülheim an der Ruhr) ist eine deutsche Papyrologin.

## Leben
Bärbel Kramer besuchte von 1954 bis 1966 die Schule in Köln und studierte ab dem Wintersemester 1966/67 Klassische Philologie und Romanistik an der Universität zu Köln und der Eberhard Karls Universität Tübingen. In Köln wurde sie im Juli 1971 bei Ludwig Koenen promoviert; als Dissertation edierte, übersetzte und kommentierte sie einen Teil des Kohelet-Kommentars des antiken Theologen Didymos des Blinden, nämlich seinen Kommentar zu den Kohelet-Kapiteln 7,19–8,8. Das Staatsexamen in Klassischer Philologie folgte im November des Jahres. Von Oktober 1971 bis Ende 1974 war Kramer am Institut für Altertumskunde der Universität zu Köln beschäftigt, zunächst als Wissenschaftliche Hilfskraft, dann als Verwalterin einer Assistentenstelle und schließlich als Wissenschaftliche Assistentin. Von 1973 bis zu seinem Tod war sie mit Johannes Kramer verheiratet.
Zum Beginn des Jahres 1975 wechselte sie als Wissenschaftliche Angestellte an die ebenfalls an der Kölner Universität angesiedelte Arbeitsstelle für Papyrologie der Rheinisch-Westfälischen Akademie der Wissenschaften. Im Februar 1982 wurde Kramer Wissenschaftliche Mitarbeiterin am Institut für Papyrologie der Ruprecht-Karls-Universität Heidelberg. Die Habilitation erfolgte 1991 in Heidelberg. Am 3. Juli hielt sie ihre Antrittsvorlesung und erhielt die Lehrberechtigung für Griechische und Lateinische Papyrologie. 1993 vertrat sie eine C 3-Professur für Papyrologie an der Universität Trier, im August wurde sie dort zur Universitätsprofessorin ernannt. 1997/98 war Kramer Prodekanin ihres Fachbereiches, 1998 bis 2001 Dekanin, 2004 bis 2008 war sie erneut Prodekanin. Seit 2013 ist sie im Ruhestand.

## Forschungen
Kramer bearbeitete unter anderem Papyri der Staats- und Universitätsbibliothek Hamburg und der Heidelberger wie auch der Kölner Papyrussammlungen. Seit 1993 gibt sie das Archiv für Papyrusforschung mit heraus. Von 1995 bis 2003 fungierte Kramer als Mitglied des Comité international de papyrologie der Association Internationale de Papyrologues, seit 1999 ist sie Mitglied der Kommission Papyrus-Editionen der Heidelberger Akademie der Wissenschaften.

## Schriften
- mit Johannes Kramer: Didymos der Blinde, Kommentar zum Ecclesiastes (Tura-Papyrus). Teil 4: Kommentar zu Eccl. Kap. 7–8,8 (= Papyrologische Texte und Abhandlungen. Band 16). Habelt, Bonn 1972, ISBN 3-7749-1242-4 (Kap. 7–7,18 herausgegeben, übersetzt und erläutert von Johannes Kramer; Kap. 7,19–8,8 herausgegeben, übersetzt und erläutert von Bärbel Krebber).
- mit Robert Hübner: Kölner Papyri. Band 1 (= Papyrologica Coloniensia. Band 7,1). Westdeutscher Verlag, Wiesbaden 1976, ISBN 3-531-09907-8.
- mit Dieter Hagedorn: Kölner Papyri. Band 2 (= Papyrologica Coloniensia. Band 7,2). Westdeutscher Verlag, Wiesbaden 1978, ISBN 3-531-09909-4.
- mit Michael Erler, Dieter Hagedorn und Robert Hübner: Kölner Papyri. Band 3 (= Papyrologica Coloniensia. Band 7,3). Westdeutscher Verlag, Wiesbaden 1980, ISBN 3-531-09911-6.
- mit Cornelia Römer und Dieter Hagedorn: Kölner Papyri. Band 4 (= Papyrologica Coloniensia. Band 7,4). Westdeutscher Verlag, Wiesbaden 1982, ISBN 3-531-09915-9.
- mit Dieter Hagedorn: Griechische Papyri der Staats- und Universitätsbibliothek Hamburg. Band 3 (= Papyrologische Texte und Abhandlungen. Band 31). Habelt, Bonn 1984, ISBN 3-7749-2078-8.
- Kleine Texte aus dem Tura-Fund. In Zusammenarbeit mit dem Ägyptischen Museum zu Kairo herausgegeben, übersetzt und erledigt (= Papyrologische Texte und Abhandlungen. Band 34). Habelt, Bonn 1985, ISBN 3-7749-2161-X.
- mit Dieter Hagedorn: Griechische Texte der Heidelberger Papyrussammlung (P. Heid. IV) (= Veröffentlichungen aus der Heidelberger Papyrus-Sammlung. Neue Folge, Band 5). Winter, Heidelberg 1986, ISBN 3-533-03821-1 und ISBN 3-533-03822-X.
- mit John C. Shelton: Das Archiv des Nepheros und verwandte Texte (= Aegyptiaca Treverensia. Band 4). Philipp von Zabern, Mainz 1987, ISBN 3-8053-0923-6.
- Corpus papyrorum Raineri. Band 18: Griechische Texte 13. Das Vertragsregister von Theogenis (P. Vindob. G 40618). 2 Teilbände, Hollinek, Wien 1991, ISBN 3-85119-246-X.
- als Herausgeberin mit Wolfgang Luppe, Herwig Maehler und Günter Poethke: Akten des 21. Internationalen Papyrologenkongresses Berlin, 13.–19.8.1995 (= Archiv für Papyrusforschung. Beiheft 3). 2 Teilbände, Teubner, Stuttgart/Leipzig 1997, ISBN 3-8154-7535-X und ISBN 3-8154-7536-8.
- mit Dieter Hagedorn: Griechische Papyri der Staats- und Universitätsbibliothek Hamburg. Band 4 (= Archiv für Papyrusforschung. Beiheft 4). Teubner, Stuttgart/Leipzig 1998, ISBN 3-519-07537-7.
- als Herausgeberin mit James M. S. Cowey: Paramone. Editionen und Aufsätze von Mitgliedern des Heidelberger Instituts für Papyrologie zwischen 1982 und 2004 (= Archiv für Papyrusforschung. Beiheft 16). K. G. Saur, München/Leipzig 2004, ISBN 3-598-77591-1.
- mit Claudio Gallazzi und Salvatore Settis: Il papiro di Artemidoro (P.Artemid.). LED – Edizioni Universitarie di Lettere Economia e Diritto, Mailand 2008, ISBN 978-88-7916-380-4.
- mit Carlos Ma Sánchez-Moreno Ellart: Neue Quellen zum Prozessrecht der Ptolemäerzeit. Gerichtsakten aus der Trierer Papyrussammlung (P. Trier I) (= Archiv für Papyrusforschung. Beiheft 36). Walter de Gruyter, Berlin/Boston 2017, ISBN 978-3-11-047424-4.